# 乌龙泉南站
乌龙泉南站，位于中华人民共和国湖北省武汉市江夏区乌龙泉街道，是武咸城际铁路上的火车站，于2014年1月8日启用营运，由中国铁路武汉局集团管辖。

## 歷史
- 2014年1月8日通车启用[2]。

## 車站周邊
- 江夏区乌龙泉中学
- 龙华禅寺
- 京广铁路乌龙泉站

## 外部連結
- 中国铁路客户服务中心 （页面存档备份，存于）